# ツィヒスジヴァリ (ボルジョミ地区)
ツィヒスジヴァリ（グルジア語: ციხისჯვარი、グルジア語ラテン翻字: Tsikhisjvari）は、ジョージアのボルジョミ地区にある村落。トリ盆地内の、シャヴィツクリス川（ボルジョムラ川の上流河川）沿いに位置する。海抜は1,640メートルで、ボルジョミから約41キロメートルの場所にある。
ツィヒスジヴァリは地元住民にとって重要な温泉街となっている。村内にはツィヒスジヴァリ要塞、ナダルバゼヴィ要塞、そして教会で構成される中世の複合建築施設が存在している。

## 人口
2014年の国勢調査によると、村の人口は406人であった。
| 年   | 人口 | 男性 | 女性 | 出典  |
| ---- | ---- | ---- | ---- | ----- |
| 2002 | 644  | 302  | 342  | [ 3 ] |
| 2014 | 406  | 203  | 203  | [ 1 ] |